# Matteo de' Pasti
Matteo de' Pasti, né à Vérone vers 1420 et mort à Rimini en 1468, est un médailleur, sculpteur et enlumineur italien.

## Biographie
Son père était le Magister Andrea da Verona. Il semble avoir reçu une éducation soignée et était non seulement un humaniste distingué mais aussi un orateur habile. La première mention de son nom se produit en 1441, année où il résidait à Venise et écrivit à Pietro de' Medici, fils de Cosmo l'aîné et père de Lorenzo le Magnifique.
Matteo de' Pasti a été l'un des meilleurs médailleurs du Quattrocento (XVe siècle italien). Il a collaboré avec Giorgio d'Alemagna à Vérone, et à Ferrare à un bréviaire pour Lionel d'Este en 1445-1446.

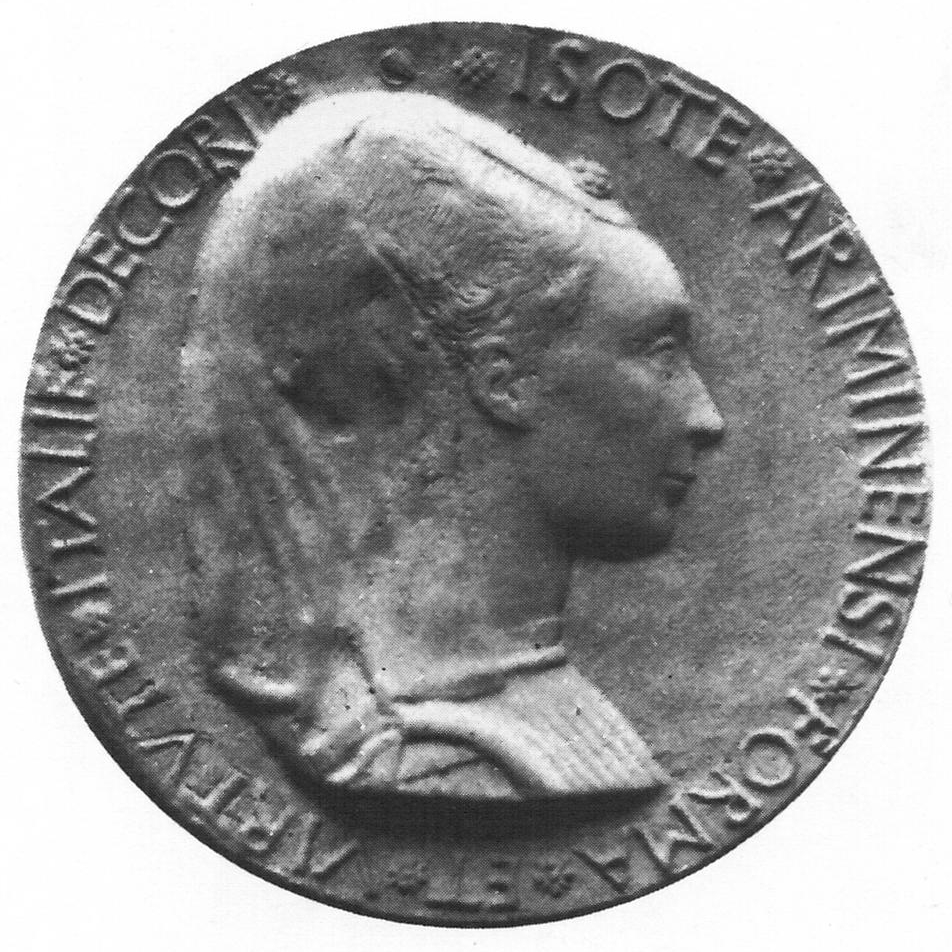
Médaille d'Isotta degli Atti.

Il a rencontré Pisanello et l'a suivi en 1446 à Rimini, où il effectua quelques-unes de ses plus fines médailles pour les plus illustres personnalités du temps : 
- Sigismond Malatesta ;
- Isotta degli Atti ;
- Guarino Veronese ;
- Timoteo Maffei ;
- Leon Battista Alberti.

## Œuvres

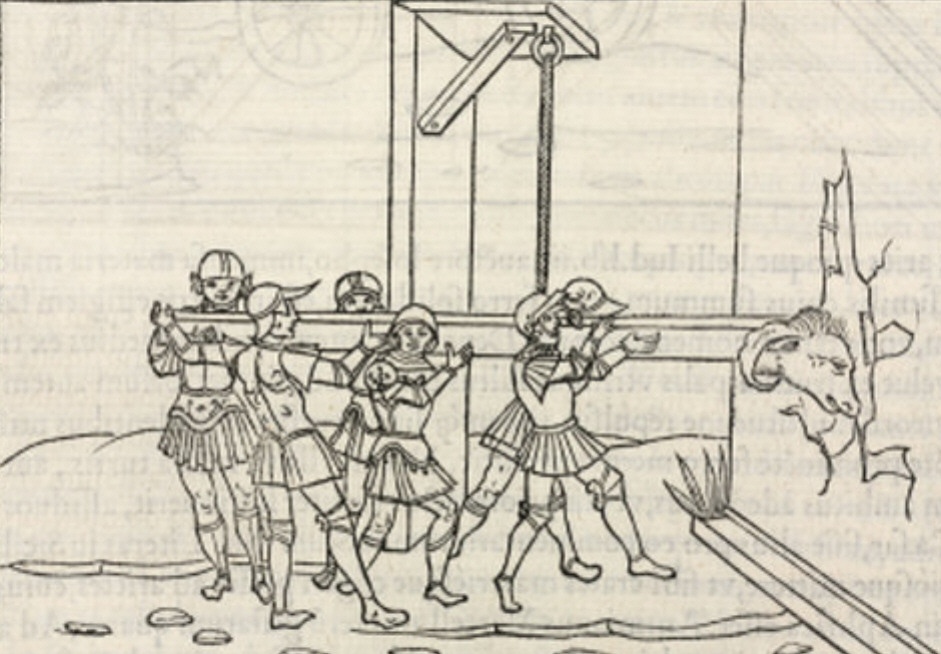
Illustration du De re militari (1472), de Roberto Valturio.

Il participe à la décoration de l'intérieur de l'église de Saint-François, actuel temple Malatesta de Rimini, avec Agostino di Duccio et son atelier en 1446 avec des transennes en marbre, isolant les chapelles de la nef gothique. Une médaille montre l'œuvre telle qu'elle devait être achevée.
Il dessine des illustrations de l'ouvrage de Roberto Valturio, De re militari (1472).

## Sources
- (it) Cet article est partiellement ou en totalité issu de l’article de Wikipédia en italien intitulé « Matteo de' Pasti » (voir la liste des auteurs).